# 斯特里利尼基 (普里盧基區)
50°40′6″N 32°18′54″E / 50.66833°N 32.31500°E
斯特里利尼基（烏克蘭語：Стрільники），是烏克蘭的村落，位於該國北部切爾尼戈夫州，由普里盧基區負責管轄，始建於1600年，面積0.88平方公里，海拔高度127米，2001年人口99，人口密度每平方公里112人。